# Índios das Planícies

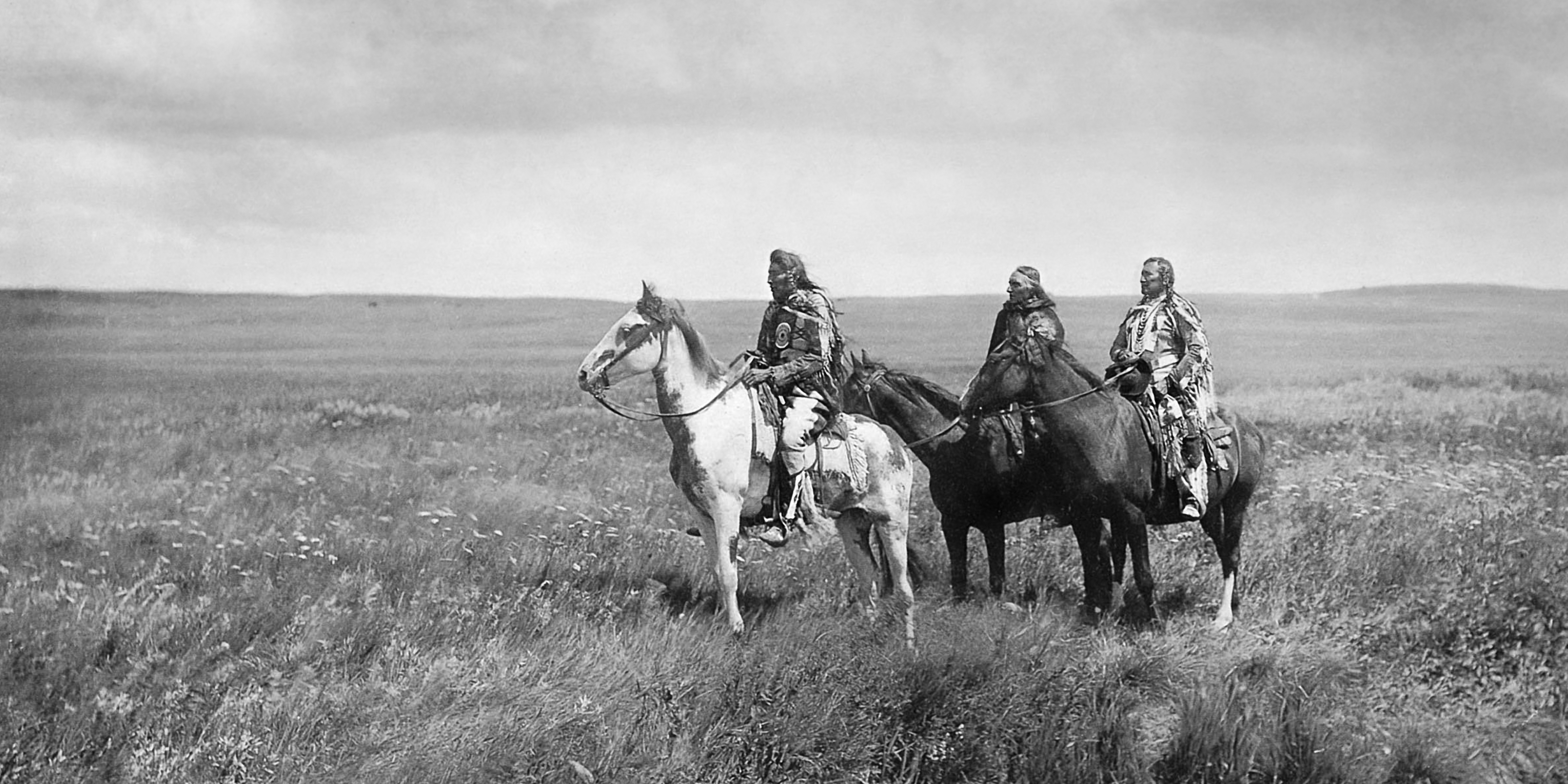
Tres chefes índios "Piegan"

Índios das Planícies são povos indígenas norte-americanos que vivem nas planícies e colinas na região das Grandes Planícies.